# Tomislav Nikolić
Tomislav "Toma" Nikolić (en serbi: Томислав Николић; Kragujevac, 15 de febrer de 1952), és un polític serbi. Va ser President de Sèrbia entre 2012 i 2017 i líder del Partit Progressista Serbi.

## Biografia
Nikolić i Aleksandar Vučić van fundar el Partit Progressista Serbi (SNS) el 2008 com a escissió del Partit Radical Serbi, a causa de la manca de suport del partit en la proposta de Nikolić per unir-se a la Unió Europea, i el SNS va esdevenir principal oposició al Partit Demòcrata fins al 2012.
A les eleccions presidencials sèrbies de 2008 Nikolić fou derrotat pel president Boris Tadić en segona volta.

### President de Sèrbia
En les eleccions presidencials sèrbies de 2012 Nikolić va ser elegit president de Sèrbia en segona volta, i el partit va guanyar les eleccions legislatives sèrbies de 2012. Vučić va succeir Nikolić com a president del partit, i es va formar un govern de coalició del Partit Socialista de Sèrbia (PSS) amb el Partit Progressista Serbi (SNS) liderat per Ivica Dačić. Les tensions entre els dos partits de govern van provocar que Nikolić convoqués eleccions anticipades en 2014, que el SNS va guanyar amb majoria absoluta, convertint Vučić en Primer ministre de Sèrbia.
El 17 de gener de 2016, Vučić va demanar unes eleccions anticipades al·legant que Sèrbia "necessita quatre anys més d'estabilitat perquè estigui a punt per unir-se a la Unió Europea". Les eleccions es van celebrar simultàniament amb les eleccions provincials a Vojvodina i les eleccions locals a nivell nacional. La coalició liderada pel SNS de Vučić va conservar la seva majoria, guanyant 131 dels 250 escons. Tot i que constitucionalment podia presentar-se a la reelecció com a President a les eleccions presidencials sèrbies de 2017, no va fer-ho.